# بدریچ شوپچیک
بدریچ شوپچیک (به انگلیسی: Bedřich Šupčík) ژیمناست زادهٔ ۲۲ اکتبر ۱۸۹۸ میلادی اهل کشور چکسلواکی است.